# Светислав Динуловић
Светислав Динуловић (Неготин, 7. август 1855 – Београд, 6. мај 1923) био је српски глумац, комичар, редитељ Народног позоришта у Београду.

## Биографија
Светислав Динуловић рођен је 7. августа 1885. године у Неготину, у којем је завршио основну школу. Када је био на првој години гимназије у Неготину је гостовала путујућа позоришна трупа Стевана Вељића којој се, побегавши из куће и школе, прикључио и дванаестогодишњи Светислав 1867. године. У овој позоришној трупи радио је све помоћне послове око кулиса и играо повремено споредне улоге. Прва три разреда завршио је у Гимназији у Шапцу док је Вељићева позоришна трупа боравила у том граду од 1868. до 1870. али школовање није завршио јер је прешао у путујућу позоришну дружину Фотија Жарка Иличића. Био је члан и путујућих позоришта Лазе Поповића до 1876. године, Ђорђа Пелеша од 1876. до 1878. и од 1880. до 1882. године, Драгољуба Милошевића са прекидима од 1900. до 1908. године, Милоша Милошевића у Босанској Дубици 1905. и Димитрија Гинића од 1898. до 1905.

## Каријера
У Народно позориште у Београд долази први пут 1881. где је најпре играо споредне, а потом и главне улоге, прославивши се као: Срета (Зла жена), Мита (Лажа и паралажа), Вуле Поповац (Подвала), Мића (Два цванцика), Максим (Ђидо), Фигаро (Севиљски берберин), а играо је главне улоге и у Молијеровим и другим делима и у оперетама.

### Режије
Светислав Дануловић је од 1895. на платном списку режисера Народног позоришта у Београду. Режирао је дела:
1. Сеоска школа, Рикардо Кастелвекио, 8. мај 1895.
2. Габријела (Емил Ожије), 9. септембар 1895.
3. Женски рај (Монтепан - Сарли и игра Виљема), 12. новембар 1895.
4. Женски пријатељ (Ал.Дима - Син), 30. децембар 1895.
5. Три једночинке, 7. фебруар 1896.
6. Арентинчев син (Борније), 29. фебруар 1896.
7. Крвава свадба (А. Линдер), 3. март 1896.
8. Син дивљине (Фридрих Ханле), 14. март 1896.
9. Деми Монд (Ал. Дима - Син), 18. април 1896.
10. Доктор Окс (по Жил Верну), Госпођа са камелијама, 6. јануар 1897.
11. Анђео поноћи (Баријер и Плувије), 22. мај 1897.
12. Трибли (Жорж ди Милијер), 30. мај 1897.
13. Туђинка (Ал. Дима - Син), 1. септембар 1898.
14. Гроф Пракс (Х. Мелак), 14. новембар 1898.
15. Микадо (Гилберт), 6. октобар 1898.
16. Шлером пансион (Лауфе), 24. новембар 1898.
17. Ђидо (и игра Максима), 10. јун 1901.
18. Две сиротице (Енри и Кормон), 14. октобар 1901.
19. Задужбина, Зидање Раванице (Шапчанин, игра Радета Неимара), Сеоски лола, Врачара (М.Мило), 14. октобар 1906.
20. Париска сиротиња (Бризбар и Нис, игра Плантроза), Распикућа (игра Рејмонда), 23. децембар 1907.

Пензионисан је 1910. године али је и даље наставио да игра и режира у путујућим позориштима.

## Породица
Светислав Динуловић је био ожењен Маријом Динуловић, рођеном Томић из Меленаца (5. децембар 1857 - Београд, 1925). Имали су сина Ивана (1884 - 1952), оперског и оперетског певача у Народном позоришту у Београду. Марија и Светислав су посинили Рудолфа Бенедикта, чешког Јеврејина, кога су крстили као Радивоје Динуловић, глумца и редитеља.
Преминуо је у Земуну, 6. маја 1923. године.